# Trần Hồng
Trần Hồng sinh năm 1930, quê Quảng Ngãi, là nhạc sĩ Việt Nam, được tặng Giải thưởng Nhà nước về Văn học Nghệ thuật năm 2012.

## Tiểu sử
Trần Hồng sinh ngày 9 tháng 5 năm 1930. Quê ở xã Đức Hòa, huyện Mộ Đức, tỉnh Quảng Ngãi.
Năm 1953, ông là Phó trưởng đoàn Đoàn Văn công HL.30 chiến trường Tây Nguyên thuộc Ty Văn hóa - Thông tin tỉnh Quảng Ngãi. Ông đã chỉ huy Dàn nhạc của Đoàn Ca Múa Quân khu 5, Ca Kịch Liên khu V, Đoàn Văn công Giải phóng miền Trung Trung Bộ, Đoàn Ca Múa tỉnh Quảng Nam. Trước khi nghỉ hưu, ông làm Trưởng phòng Văn nghệ Sở Văn hóa - Thông tin tỉnh Quảng Nam - Đà Nẵng.
Năm 1994, Trần Hồng nghỉ hưu tại thành phố Đà Nẵng.
Ông là hội viên Hội Văn nghệ dân gian Việt Nam, Hội Nghệ sĩ sân khấu Việt Nam và Hội Nhạc sĩ Việt Nam.

## Sự nghiệp
Năm 23 tuổi, tập kết ra Bắc, Trần Hồng có cơ hội học hỏi khá nhiều từ các nghệ sĩ, các bậc thầy trong và ngoài nước về văn hóa, nghệ thuật như: Nguyễn Lai, nhạc sĩ Lê Yên, GS Lưu Hữu Phước và đặc biệt là GS. TS Trần Văn Khê.
Ông đã sáng tác nhiều thể loại, nhất là phần âm nhạc cho tác phẩm sân khấu Tuồng, Cải Lương, Bài Chòi... Ông cũng có viết một số tiểu luận nghiên cứu về dân ca.
Tuy nhiên, lĩnh vực chính của Trần Hồng là nghiên cứu về nghệ thuật âm nhạc dân gian miền Trung như hò, ví, đối đáp, bài chòi... và cả những bộ môn nghệ thuật của cả nước. Đến nay hầu hết các loại hình âm nhạc dân gian của miền Trung đã được nhạc sĩ Trần Hồng tìm tòi, học hỏi và tích lũy được nhiều tư liệu nguyên gốc, tài liệu viết tay và sách của các nhà nghiên cứu âm nhạc và sân khấu dân tộc và xuất bản thành sách. Đó là kho tư liệu vô giá dành cho những người muốn tìm hiểu nghệ thuật âm nhạc dân gian ở đây.
Ông có nhiều công trình biên soạn, sáng tác, sưu tầm đồ sộ. Điều đáng trân trọng là hầu hết những công trình có giá trị nghệ thuật và thực tiễn rất cao ấy đều được ông thực hiện khi đã nghỉ hưu. Đó là những tác phẩm: "Dân ca đất Quảng" (1997), "Nhạc Tuồng" (1997), "Hát sắc bùa" (2001), "Những điệu hò xứ Quảng", "Hát đồng dao", "Âm nhạc kịch dân ca"... Khi bước vào tuổi 80, ông lại tiếp tục cho ra đời 2 tác phẩm lớn là "Nhạc đàn kịch dân ca" và "Hát bả trạo"... 
| “                                                      | Trong con người nhạc sĩ Trần Hồng đã kết hợp được những khả năng riêng biệt (thường là hiếm gặp) của nghề nhạc: ông vừa là nhạc sĩ sáng tác, chỉ huy dàn nhạc kiêm nhà sưu tầm, biên soạn. Riêng về sáng tác, ông là tác giả âm nhạc của gần 40 vở sân khấu (phần lớn viết cho kịch hát bài chòi), về sưu tầm ông đã miệt mài, nghiên cứu, đi khắp nơi và ghi chép trên "cánh đồng" dân ca đất Quảng, từ hát dân ca, sắc bùa, đồng dao... đến những điệu hò xứ Quảng và cả nhạc tuồng, kịch dân ca... | ” |
| — Nhạc sĩ Đỗ Hồng Quân - Chủ tịch Hội Nhạc sĩ Việt Nam | |   |

Năm 2012, ông được tặng Giải thưởng Nhà nước về Văn học Nghệ thuật với các sách biên soạn, tư liệu, sưu tầm: Âm nhạc kịch dân ca, Nhạc đàn kịch dân ca.

## Tác phẩm chính

### Sách nghiên cứu
- "Dân ca đất Quảng" (NXB Đà Nẵng năm 1997)
- "Nhạc Tuồng" (NXB Đà Nẵng năm 1997)
- "Hát sắc bùa" (NXB Đà Nẵng và Hội VNDG Việt Nam năm 2001)
- "Những điệu hò xứ Quảng"
- "Hát đồng dao"
- "Âm nhạc kịch dân ca"
- "Nhạc đàn kịch dân ca"
- "Hát bả trạo"

## Giải thưởng
- Âm nhạc kịch dân ca (giải nhất năm 2004)
- Nhạc đàn kịch dân ca (giải nhì năm 2007).[2]
- "Hát bả trạo" (giải Nhì (không có giải nhất) Hội Nhạc sĩ Việt Nam năm 2010).[3][5]

## Vinh danh
- Giải thưởng Nhà nước về Văn học Nghệ thuật (2012)